# Aristida fragilis
Aristida fragilis är en gräsart som beskrevs av Albert Spear Hitchcock och Erik Leonard Ekman. Aristida fragilis ingår i släktet Aristida och familjen gräs.
Artens utbredningsområde är Kuba. Inga underarter finns listade i Catalogue of Life.